# HTMbuzz
HTMbuzz BV, aangeduid als HTMbuzz, was een Nederlandse vervoersmaatschappij, gevestigd in Den Haag, die sinds 9 december 2012 het busvervoer in Den Haag heeft overgenomen van HTM Personenvervoer. Per 9 december 2018 is werd bekend dat HTMbuzz ingelijfd wordt bij HTM waardoor het busvervoer weer HTM Personenvervoer heet, gezien het feit, dat er op de (in 2019 ingestroomde) elektrische VDL-bussen alleen HTM vermeldt staat. Op 15 december 2019 is de naam HTMbuzz volledig verdwenen en weer HTM geworden.

## Geschiedenis
De maatschappij begon als een joint venture van HTM Personenvervoer en Qbuzz, en is opgericht met als doel om het Haagse stadsbus-netwerk over te nemen. Deze joint venture combineert, aldus HTMbuzz zelf, "de ervaring van HTM met het rijden van de stadsbussen in Den Haag met de ervaring van Qbuzz wat betreft aanbestedingen".
Op woensdag 23 mei 2012 werd bekendgemaakt dat de combinatie succesvol was en dat HTMbuzz vanaf 9 december 2012 voor een periode van 7 jaar het stadsbusvervoer in Den Haag en in de gemeenten Rijswijk en Leidschendam-Voorburg mag verzorgen.
Op 8 november 2013 werd bekend dat de aandelen van HTMbuzz in handen van Qbuzz weer in handen komen van HTM, hierdoor werd de Haagse vervoerder weer 100% eigenaar van de bussen en dus eigenaar van HTMbuzz. De NS blijft door deze verschuiving van de aandelen gewoon voor bijna de helft mede-eigenaar van HTMbuzz, via de HTM. HTMbuzz blijft een zelfstandige BV. Nu de aandelen van HTMbuzz volledig in handen zijn van HTM zal de dagelijkse gang van zaken niet wijzigen.
Op 6 juli 2016 werd bekend dat de gemeente Den Haag de aandelen van moederbedrijf HTM terug koopt van NS. NS blijft wel met de gemeente en HTM samenwerken aan beter ov.
Op 17 mei 2017 heeft de Metropoolregio Rotterdam Den Haag bekendgemaakt de aanbesteding van het busvervoer in de Haagse regio aan HTM te geven. Op 8 december 2019 ging de busconcessie officieel in en geldt voor de periode van 2019 - 2034.